# Signal du Grand Mont-Cenis
Pour les articles homonymes, voir Mont-Cenis.
Le signal du Grand Mont-Cenis est un sommet de France situé en Savoie, dans le massif du Mont-Cenis, dominant la Haute-Maurienne et le lac du Mont-Cenis.

## Géographie
Il culmine à 3 377 mètres d'altitude sur la crête entre le col du Mont-Cenis (2 085 m) à l'ouest et la pointe de Ronce (3 612 m) à l'est, point culminant du massif. Au nord, il domine la vallée de la Maurienne au-dessus de Lanslevillard (1 500 m) et au sud, le haut du val Cenise où s'étend le lac du Mont-Cenis (1 974 m) ; de ce fait, il se trouve sur la ligne de partage des eaux entre les bassins versants du Rhône via l'Arc et l'Isère au nord et celui du Pô au sud via la Cenise et la Doire Ripaire.

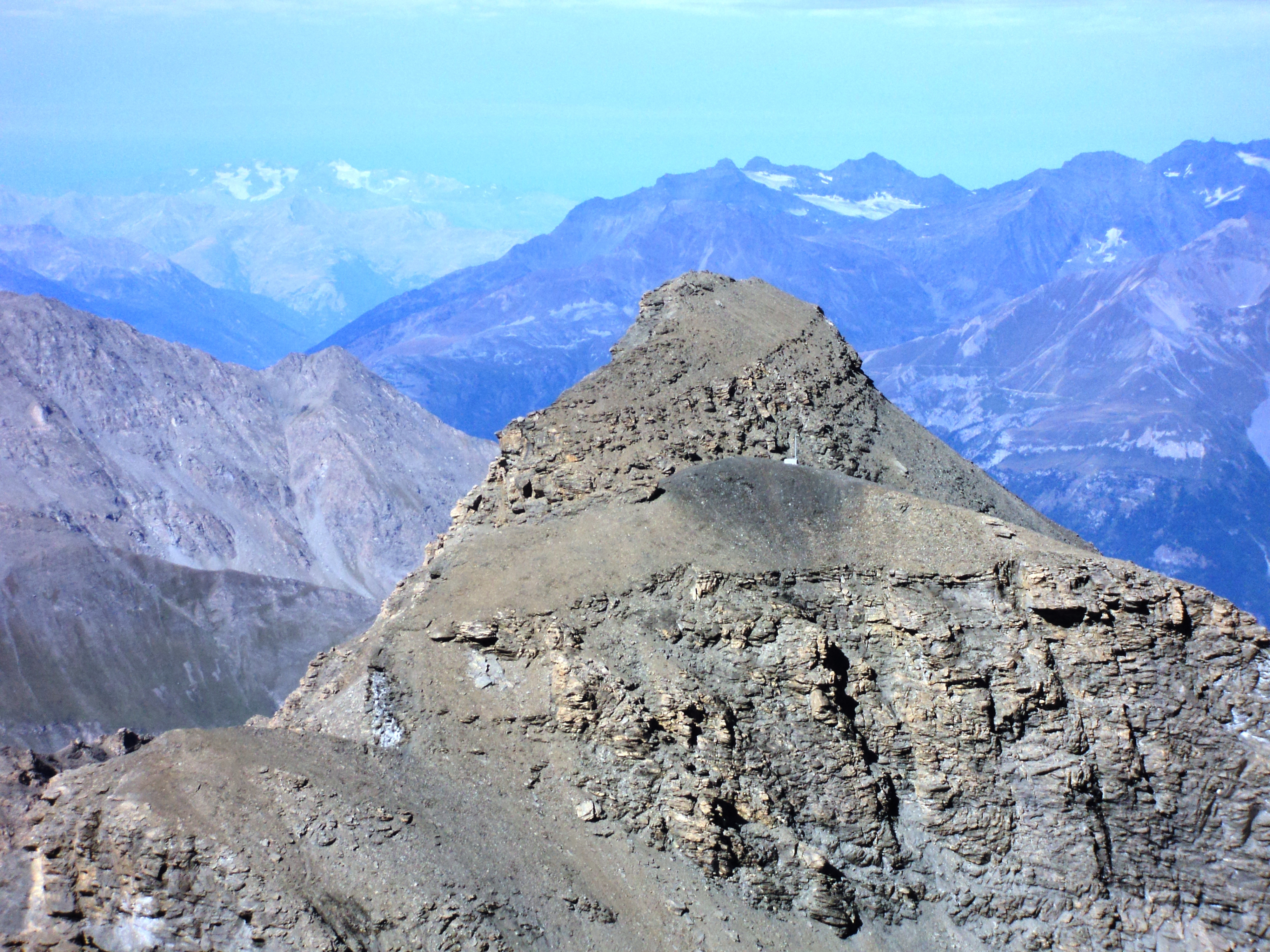
Vue du sommet du signal du Grand Mont-Cenis depuis la pointe de Ronce à l'est ; au loin, les Grandes Rousses à gauche et les aiguilles de Péclet et de Polset à droite.